# Guckheim
Guckheim là một đô thị thuộc một ‘‘Verbandsgemeinde’’ - ở huyện Westerwald trong bang Rheinland-Pfalz, Đức. Đô thị Guckheim có diện tích 3,77 km².
Đô thị này thuộc Verbandsgemeinde Westerburg, một dạng đô thị tập thể chỉ có ở bang Rheinland-Pfalz.